# شیپیتسینو
شیپیتسینو (به لاتین: Shipitsyno) یک منطقهٔ مسکونی در استان آرخانگلسک روسیه است.